# Pere Joan Porcar

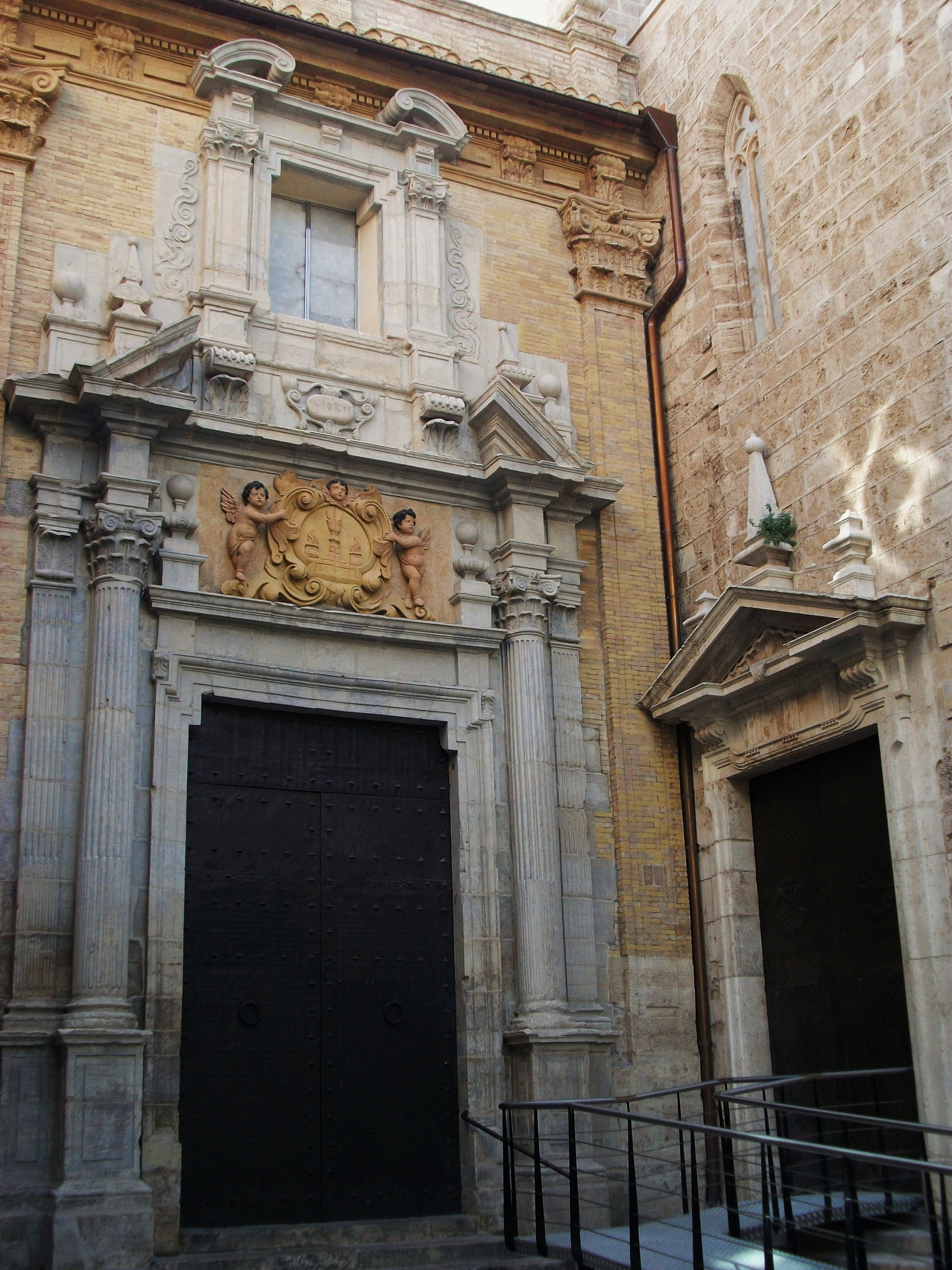
Portada de la capella de la comunió de l'església de Sant Martí, a Valencia. Pere Joan Porcar fou beneficiat d'aquesta parròquia.

Pere Joan Porcar (València, estiu de 1560 - 1629) fou un escriptor valencià.
De classe social modesta, esdevingut eclesiàstic, des del 1598 exercí com a beneficiat a la parròquia de Sant Martí de la ciutat de València. És l'autor d'un dietari titulat Coses evengudes en la ciutat i regne de Valencia, que s'escampa des del 1589 al 1628 amb un total de 3.394 notícies. Possiblement morí el 1629. En aquesta obra recollí les notícies i els esdeveniments de la ciutat i del país.
Modernament han estat publicades dues antologies d'aquesta obra i una edició completa en la col·lecció Fonts Històriques Valencianes, aquesta última a doble volum i a càrrec de Josep Lluís Lozano Lerma.
El dietari, que es conserva en un manuscrit a la Reial Academia d'Història, a Madrid, constitueix un fresc completíssim i impagable de la vida quotidiana de la València del segle xvii, una ciutat marcada per les directrius trentines i les demostracions públiques de fe, fuetejada per les venjances i la criminalitat molt sovint impune, i caracteritzada per un sector popular sotmés i depauperat.

## Biografia[2]
Pere Joan Porcar fou fill del també anomenat Pere Joan Porcar, notari. Nasqué l'any 1560, possiblement al carrer de la Xerea. Tenia com a mínim una germana, Isabet, i un germà, anomenat Tomàs, 22 anys menor que ell. Sobre la carrera eclesiàstica del nostre escriptor, sabem que tingué el seu inici l'any 1595, quan començà a cobrar percaços com a beneficiat de la parròquia de Sant Martí. Bàsicament, Porcar devia pertànyer a l'engròs de l'hipertrofiat clergat secular valencià que, a finals del XVI, cobrava petites quantitats de diners per realitzar sagraments (pernoliars, soterrars) i ajudar en les tasques derivades de la litúrgia.
L'any 1614 la documentació ens presenta a Mossén Porcar com a habitador d'una casa al carrer de la Xerea, segurament la casa pairal heretada de son pare. De la seua biografia podem dir poques coses més: sabem que va ser membre de diverses confraries com la de Nostra Senyora del Roser o la del Santíssim Sagrament. Segons sembla, s'afillà dos joves de la familia Aparici, a qui prengué com a domèstics, i cap als quals mostra gran afecte en algunes pàgines del seu dietari.
Mossén Porcar morí a València en una data que no coneixem i que, per la documentació legal que se'n deriva, sabem que va ser necessàriament anterior a 1641. L'última entrada del seu dietari correspon al dia 30 de desembre de 1628, encara que algunes interpolacions posteriors, fetes amb la seua lletra, corresponen a l'any 1629, potser el darrer de la seua vida.

## Coses evengudes en la ciutat i regne de València
Amb aquest títol, mossén Porcar presenta una recopilació de més de tres mil notícies presentades en forma de dietari. Encara que el beneficiat de Sant Martí hi introdueix unes poques notícies de caràcter personal, com les referents al seu fillol o a alguna agressió que ell mateix va patir, l'autor es presenta en la majoria de les entrades com un observador extern que para especial a les notícies del carrer: coltellades, disputes, processons, actes religiosos, cerimònies... Fuster, en el seu estudi ja clàssic Poetes, moriscos i capellans, acusa el beneficiat d'una "obsessió excesiva per les coses macabres". Ho podem comprovar en algunes de les entrades: 
"Vérem un gichet que pocs dies ha que l'havien llançat hallí. Y vérem que no tenia mans ni peus, sinó tan solament tenia com a uns mocholets de carn damunt y en lo extrem dels braços y de les cames y los braços fets del tot, fins les mans, com dit és. Y les cames sols tenia tan llargues, que sols eren com fins als genolls. Y no tenia sinó la primera junctura dels genolls i hallí los mocholets. Y la llengua molt gicha, y lo morro de baix molt bifi, y lo de dalt molt exit."
La visió de Porcar sol ser asèptica i poc participant. Així i tot, en algunes ocasions veiem la seua valoració, especialment quan es tracta d'assumptes polítics i religiosos. Porcar amplifica en el seu dietari les protestes populars contra la casa regnant dels Àustries i contra les elits locals: pasquins, protestes, aldarulls en les processons... Amb certa freqüencia introdueix comentaris explícits, amb crítiques a l'estament nobiliari, les castes regnants, els jurats de la ciutat de València o els contrafurs que segons la seua òptica afronten i ofeguen el Regne de València. Especialment famosa és la seua valoració sobre el paper dels valencians en les corts celebrades a Montsó el 1626 i la seua oberta i confessa simpatia per la causa de la beatificació de Mossén Francesc Jeroni Simó.

## Estil
Pel que fa a l'estil, la valoració que fa Joan Fuster del dietari de Porcar no és massa bona. L'autor de Sueca, en el seu llibre Poetes, moriscos i capellans, parla de "lectura gaire confortable" o "crapulosa sintaxi". Rebla el clau dient: "Porcar és un escriptor infecte, i només té la disculpa d'haver escrit sense la menor pretensió literària: disculpa mínima, en tot cas". Josep Lozano, en la seua darrera edició de les Coses evengudes... matisa aquest judici:
"Personalment crec que aquesta valoració és una mica injusta, perquè el dietari que ens ha arribat no és un text publicat o a punt de publicar, un text afaiçonat pel desig de claredat i rigor expositiu, corregit prèviament per criteris morfològics o sintàctics d'impressió. Allò que ens ha arribat és un esborrany, probablement un primer esborrany, un text escrit pensant en una ulterior o ulteriors correccions."